# Jean Baptiste Boisduval

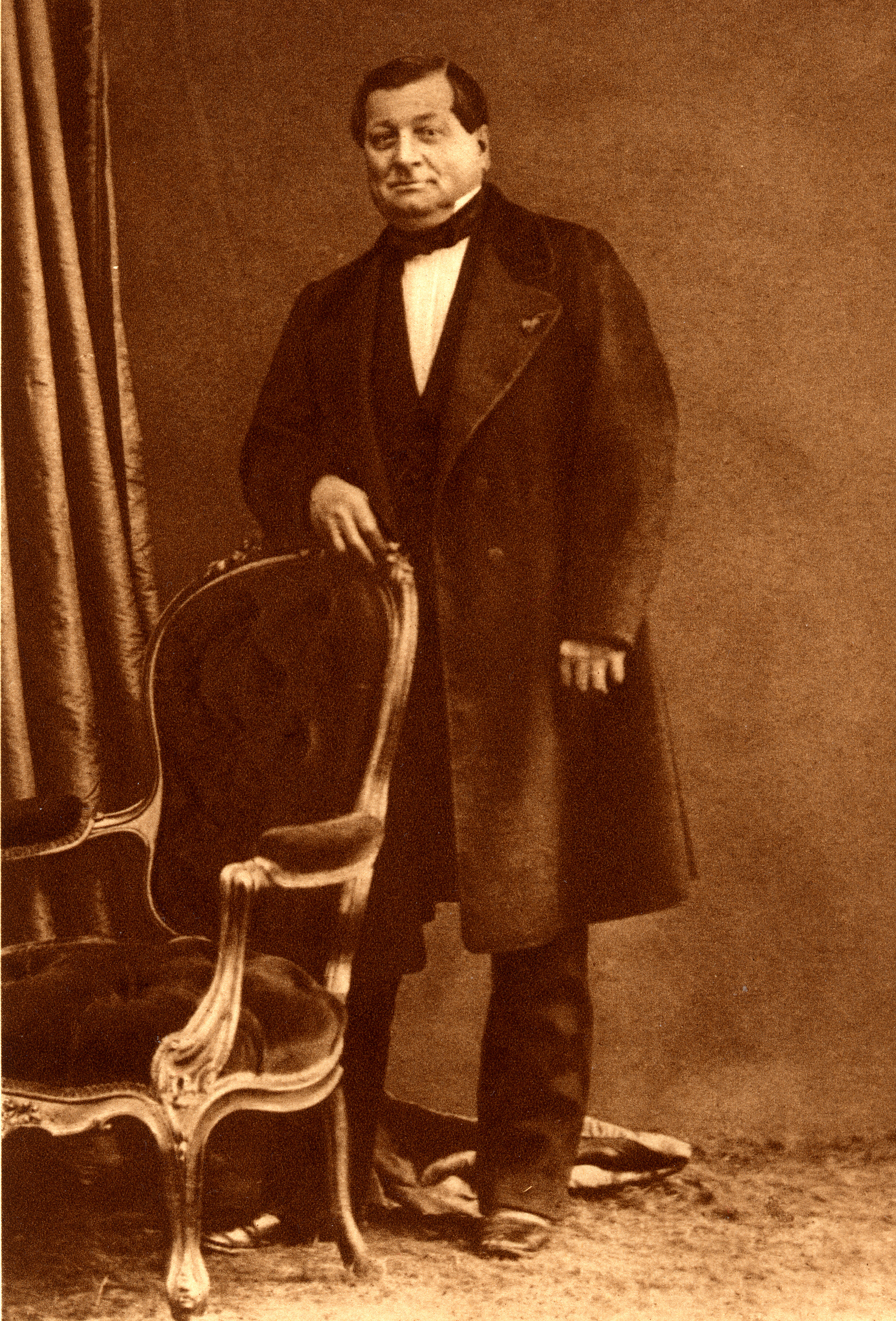
Jean Baptiste Alphonse Dechauffour de Boisduval in 1874.

Jean Baptiste Alphonse Dechauffour de Boisduval (Ticheville, 17 juni 1799 - aldaar, 30 december 1879) was een Franse arts en natuuronderzoeker, speciaal lepidopterist. Hij ontwikkelde de Boisduval-schaal en ontdekte vele nieuwe soorten vlinders. Hij was de bekendste vlinderkundige van Frankrijk en de medeoprichter van de Société Entomologique de France.
Aanvankelijk was hij vooral geïnteresseerd in kevers. Hij was de curator van de Pierre François Marie Auguste Dejean collectie in Parijs. Naar aanleiding van de expedities van de schepen "Astrolabe" van Jean-François de Galaup en "Coquille" van Louis Isidore Duperrey beschreef Boisduval vele kever- en vlindersoorten. Zijn collectie kniptorren bevindt zich in het Natural History Museum in Londen en zijn snuitkevers in het Natuurhistorisch Museum van Brussel. Zijn vlinderverzameling werd aangekocht door Charles Oberthür. Zijn pijlstaartvlinders zijn te vinden in het Carnegie Museum in Pittsburgh.

## Publicaties
Jean Baptiste Alphonse DeChauffour Boisduval & John Eaton Le Conte (1829) Histoire général et iconographie des lepidoptérès et des chenilles de l’Amerique septentrionale, Parijs.
Jules Dumont d'Urville (Ed.)  Voyage de l'Astrolabe. Faune entomologique de l'Océanie par le Dr Boisduval. Deel 1: Lepidoptéres (1832); Deel 2: Coléoptères, Hémiptères, Orthoptères, Névroptères, Hyménoptères et Diptères (1835). 